# هملايا (قمر)
هملايا هو أكبر الأقمار غير النظامية التابعة لكوكب المشتري، وسادس أكبر قمر من حيث الحجم، وخامس أكبر قمر من حيث الكتلة. (فقط الأربعة أقمار التابعة لمجموعة أقمار غاليليو هي الأكبر من حيث الكتلة).
تم اكتشافه من قبل تشارلز ديلون بيرين في مرصد ليك في 3 ديسمبر 1904 )، وقد تمت تسميته نسبة إلى الحورية هملايا والتي أنجبت ثلاثة أبناء لزيوس (المكافئ اليوناني للمشتري) حسب الأساطير اليونانية القديمة.

## الاكتشاف
هملايا هو أكبر الأقمار الصناعية غير النظامية من كوكب المشتري واكتشفه تشارلز ديلون بيرين عام 1904 للميلاد.
كما أنهمن أسهل الأقمار التابعة لكوكب المشتري سهولة في المراقبة للمعانه، يليه القمر أمالثيا الأقل لمعاناً، حيث أن قرب الأقمار من قرص الكوكب اللامع يجعل منها أجراماً أصعب اكتشافاً بكثير.

## وصلات خارجية
- ملف الهملايا بواسطة برنامج ناسا لاكتشاف النظام الشمسي
- صفحات ديفيد جويت
- أقمار المشتري المعروفة (بواسطة سكوت شيبارد)